# Свет женщины
«Свет женщины» (фр. Clair de femme) — французский художественный фильм 1979 года с Роми Шнайдер и Ивом Монтаном в главных ролях, снятый режиссёром Коста-Гаврасом по одноимённому роману Ромена Гари. Случайно встретившиеся мужчина и женщина, потерявшие супругов, находят поддержку друг в друге. Действие фильма разворачивается в течение одного дня в Париже. Премьера фильма состоялась 29 августа 1979 года в Париже.
Фильм номинировался в 1980 году на премию «Сезар» в категориях «Лучший фильм», «Лучшая режиссура» и «Лучшая женская роль», но победил только в номинации «Лучший звук».

## Сюжет
Мишель находится в аэропорту в ожидании рейса в Каракас, но внезапно меняет свои планы и возвращается в город на такси. Выходя из машины, он сталкивается с женщиной, которая роняет на землю сумку с покупками. Мишель не может расплатиться с таксистом, потому что у него есть только наличные доллары, и услуги таксиста любезно оплачивает Лидия. Мишель и Лидия заходят в кафе, чтобы Мишель выписал ей чек. В кафе с Мишелем заговаривает одинокий и больной дрессировщик собак по имени Гальба, и Мишель из сострадания прикидывается его знакомым по Лас-Вегасу, хотя никогда его раньше не видел и никогда там не был. Лидия рассказала Мишелю, что полгода назад она потеряла дочь в автомобильной аварии. Мишель признаётся в том, что его давно бросила жена. Лидия оставляет Мишелю свои координаты, чтобы встретиться, когда Мишель вернётся из Каракаса.
Мишель вновь едет в аэропорт, где пытается улететь любым рейсом, но как можно дальше от Франции, так что служба безопасности аэропорта даже подозревает его в бегстве из страны по криминальным мотивам. В конце концов Мишель бронирует билет в Яунде, но и в этот раз не идёт на посадку, а приезжает домой к Лидии. В постели Лидия признаётся Мишелю в том, что не видит смысла в жизни и хочет умереть, и просит Мишеля уйти. Мишель отправляется к Гальба, который в этот вечер выступает со своим номером в варьете. Гальба беспокоится за своего старого пуделя, поскольку подозревает, что может умереть раньше его. Мишель обещает Гальба позаботиться о пуделе. Мишеля ужасает номер Гальба с танцующими пуделем и обезьянкой, он звонит Лидии и просит её приехать к нему.
Лидия и Мишель решают считать их краткую связь актом взаимопомощи. Лидия приводит Мишеля на день рождения своего мужа Алена и представляет его своим другом. Самого именинника нигде не видно. Позднее Лидия приводит Мишеля в комнату Алена, который в результате аварии потерял речь. Мишель и Лидия проводят ночь вместе и собираются улететь вместе следующим утром. Мишель, забывший свою дорожную сумку у Гальба, в телефонном разговоре узнает, что у того умер пудель. Мишель отвечает ему, что его жена тоже умерла. Лидия в замешательстве предлагает Мишелю вместе поехать к нему домой. У дома Мишеля стоят машины скорой помощи и полиции. Жена Мишеля действительно мертва. Неизлечимо больная, она выгнала Мишеля из квартиры, чтобы покончить жизнь самоубийством. Полиция и родственники жены подозревают Мишеля в убийстве, пока не обнаруживается прощальное письмо жены.
Лидия привозит Мишеля к отелю, где проживает Гальба, чтобы тот забрал свою сумку. Мишель обнаруживает Гальба умершим, в то время как пудель и обезьянка исполняют свой танцевальный номер. Мишель сбегает из отеля, но не находит на улице машину Лидии. Дома у Лидии Мишель встречает её домработницу, Лидия звонит ему, чтобы сообщить, что она уезжает и уже находится в аэропорту. Мишель обещает дождаться её.

## В ролях
- Ив Монтан — Мишель
- Роми Шнайдер — Лидия
- Ромоло Валли — Гальба
- Лиля Кедрова — Соня
- Роберто Бениньи — бармен
- Хайнц Беннент — Жорж
- Дитер Шидор — Свен Свенссон
- Катрин Аллегре — проститутка
- Франсуа Перро — Ален
- Жан Рено — полицейский